# Izbuc, Bihor
Izbuc este un sat în comuna Cărpinet din județul Bihor, Crișana, România.

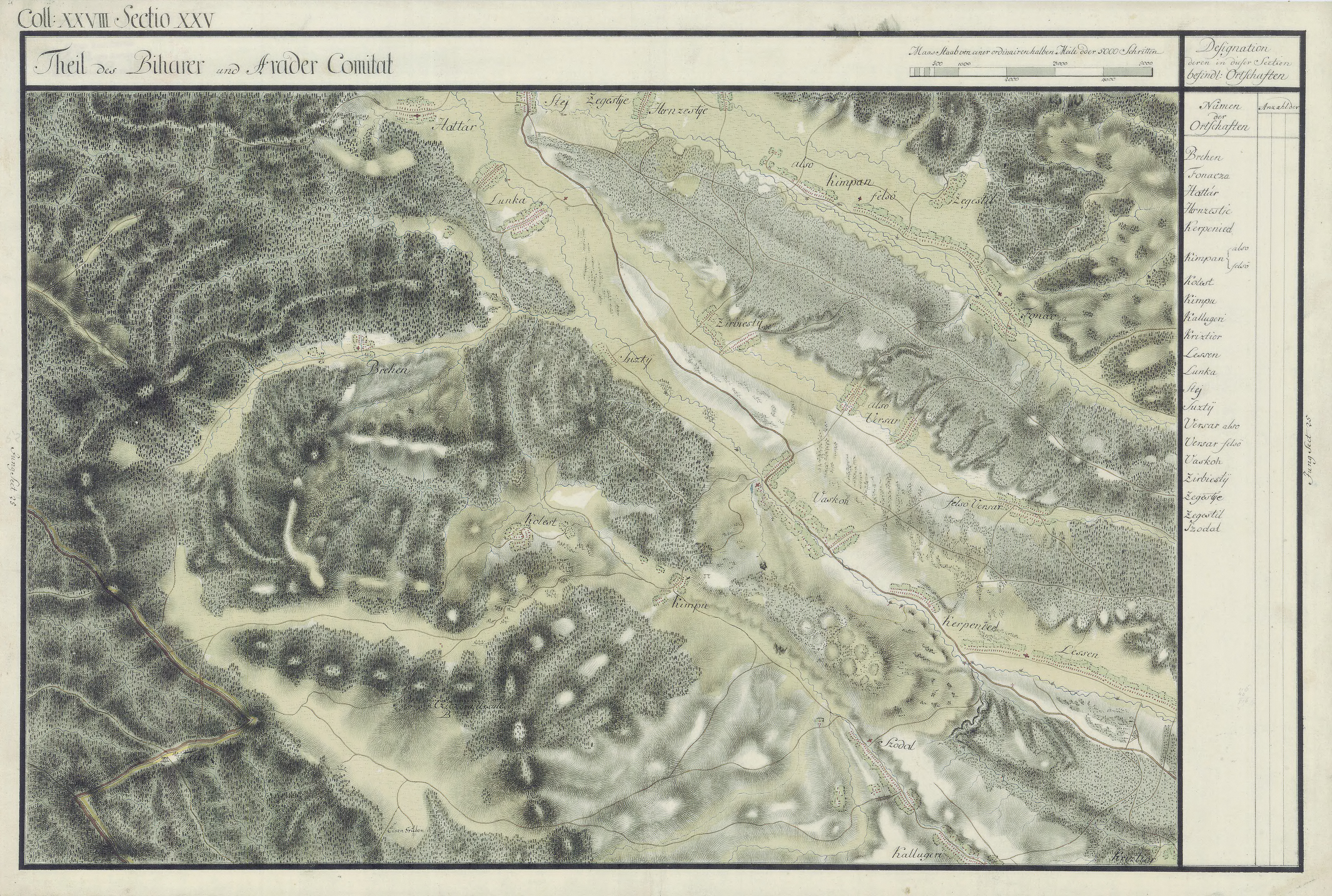
Izbuc în Harta Iozefină a Comitatului Bihor, 1782-85

Mănăstirea „Izbuc”, jud. Bihor. Datată sec. al XVIII-lea. Biserica nouă ridicată între 1928–1930. Pictată în 1969.
 Acest articol despre o localitate din județul Bihor este deocamdată un ciot. Puteți ajuta Wikipedia prin completarea lui.

1. ↑  Diaconescu, Mihail (2006). Biserici și Mănăstiri Ortodoxe din România. București. p. p 118.
2. ↑  Diaconescu, Mihail (2006). Biserici și Mânăstiri Ortodoxe. București. p. p 118, cod 9789738160248.